# バッカ
「バッカ」は、日本のミュージシャン吉井和哉の9枚目のシングルである。2007年12月19日発売。発売元はEMIミュージック・ジャパン。

## 概要
4thアルバム『Hummingbird in Forest of Space』からのシングル・カット。吉井のソロ作品としては初のクリスマス・ソング。吉井本人は、「"JAM"以来、12年ぶりに還ってきた空気感が出せた楽曲」であるという。CDジャーナルのレビューによると、「切ないストーリーを描いているにもかかわらず、全体を温かい空気感で包み込んでいる」。
THE YELLOW MONKEY解散中、ソロで音楽活動を継続していた吉井はこの時期、最初の妻と子供を山梨県の邸宅に住まわせ東京で単身生活を送り、「バッカ」リリース前後に最初の妻と離婚した。
初回限定版はDVD付き。カップリングに前作「シュレッダー」のライヴ音源と、「バッカ」のライヴ・アコースティック・ヴァージョンを収録。(Liveは GENIUS INDIAN TOUR 2007 at 福岡国際センターでの音源)

## ミュージック・ビデオ

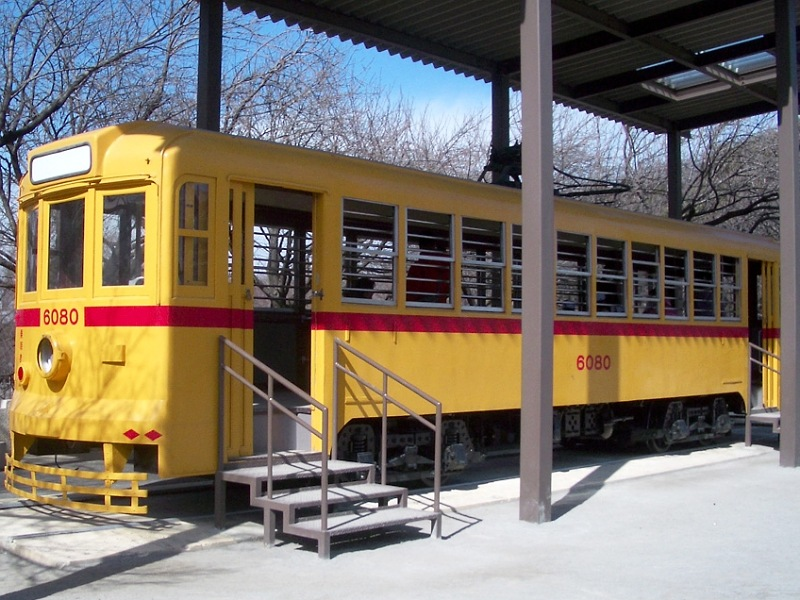
PVに登場する飛鳥山公園（北区王子）の都電6080静態保存車両。

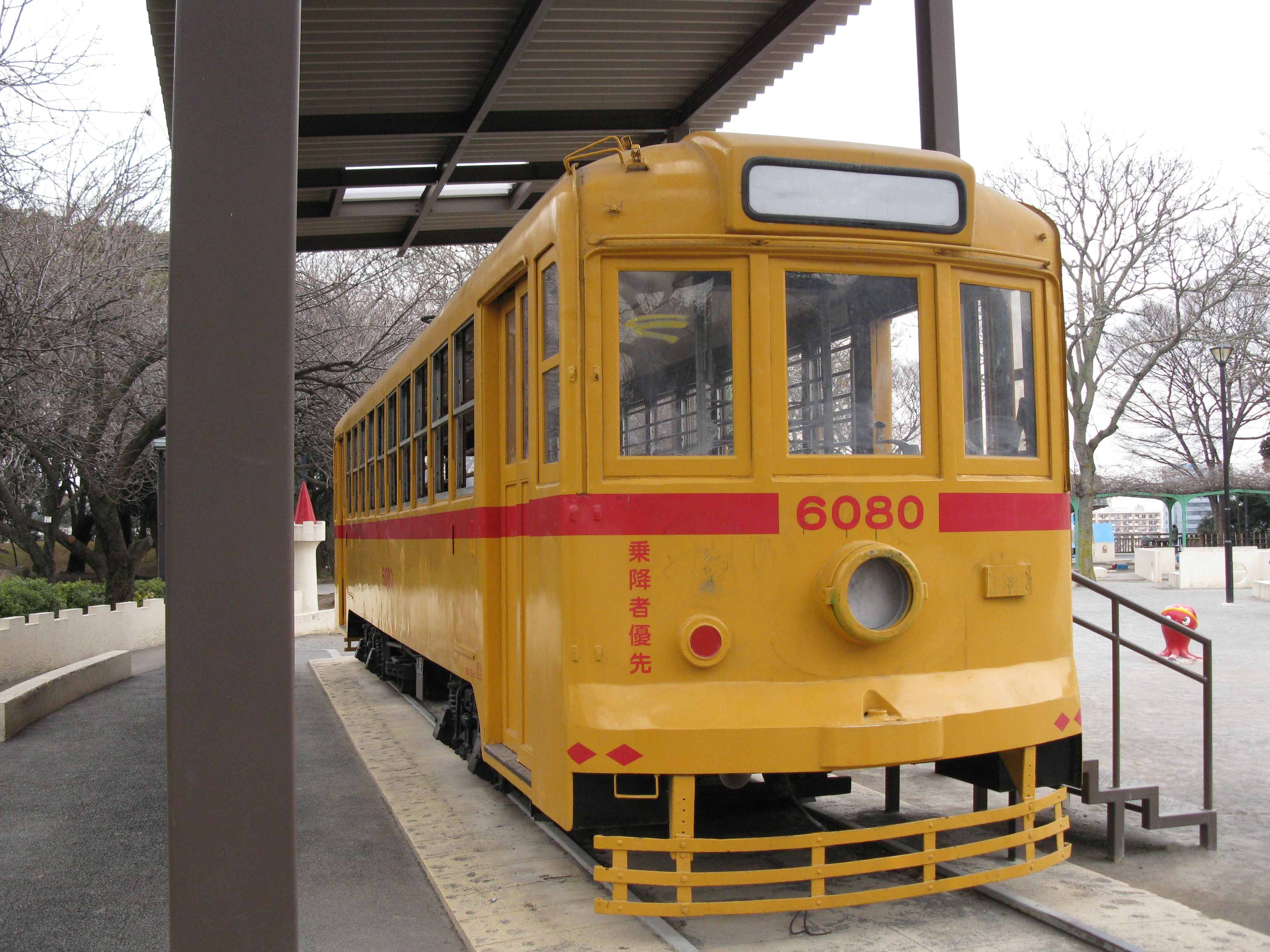
別の角度からの同車両。

THE YELLOW MONKEYの多数の楽曲と、吉井のソロでは「BEAUTIFUL」（2006年）のミュージック・ビデオ（PV）を監督している高橋栄樹が監督を務めたショートフィルム仕立ての内容である「バッカ」PVは、バンドの楽曲「JAM」（1996年）のPVとリンクしたものになっている。「JAM」に出演していた当時10歳くらいの男の子と女の子が成長した姿で出演している。男の子はまだ芸能活動をしていたためすぐに見つかったが、女の子がなかなか見つからず苦労したという。高橋監督のこれまでのミュージック・ビデオ制作では、吉井が抽象的なことしか話さないので打ち合わせをしても分からない部分が多いというのが通例であったが、今回吉井ははっきりと言ってきた。高橋はそれに合わせて物語を組み立てたが、高橋は「ことによると、最初に吉井さんから伝えられたと思った『真実』も、僕がただ一人でそう感じていたものかもしれないです。自伝的な『事実』は存在するだろうし、それは事あるごとに様々な形で伝え広められていくことでしょう」とも言っている。高橋によると、撮影の雰囲気は感傷的ということはなく非常に明るく、笑い合って楽しい3日間であった。
撮影のほとんどは吉井の生まれ育った東京都北区で行われ、吉井の生家も外観だけ登場している。そのアパートには吉井の幼少期の自分や父母の写真が投影される。その他、世田谷区三軒茶屋でも撮影が行われた。吉井がサラリーマン役で出演する他、あがた森魚と松田洋治がサラリーマンの上司と部下役、ミュージシャンのKREVAがビデオ屋の店員役、俳優の金子ノブアキ（RIZEのドラムス）とお笑い芸人の西川晃啓（レギュラー）がヤクザ役で出演している。クライマックスで吉井が天を仰ぎ落下する場面は、吉井が幼少の頃、仕事中の転落事故により26歳で死去した父・吉井晃をイメージしたものである。のちに吉井は自身のフェイスブックに掲載された高橋監督のコメントで初めてその場面の意図を知った。
最初、ビデオは詩人・作家宮沢賢治の遺作『銀河鉄道の夜』初期形第3次稿（ブルカニロ博士篇）の著名な部分の引用が映し出される。引用がフェードアウトすると盛り場の居酒屋の場面になる。あがた森魚、松田洋治の2人のサラリーマンが『創世記』やイエス生誕に関する与太話をし、サラリーマンの吉井がその与太話に乗るところで歌へ移行し、後ろ姿の吉井に曲のタイトルが浮かぶ。居酒屋から出て吉井は1人、夜の盛り場を歩き、このあたりから「JAM」PVのフラッシュバックが繰り返し演出される。吉井はサンタ・クロースの衣装を着たティッシュ配り（横山あきお）を通り過ぎる。この日は、クリスマス・イブである。KREVAが店員で登場するビデオ屋ではクリスマスの飾りつけが施され、店頭のモニターには「JAM」が映っている。路地裏で吉井はカバンを小脇に抱え、十字形にリボンをかけたファミリーサイズのクリスマス・ケーキ1箱を手に、コートのポケットから出した携帯電話を見ながら歩いていると2人のヤクザ（西川晃啓と金子ノブアキ）が向こうから来て、ヤクザの1人（西川）に肩がぶつかる。吉井はもう1人のヤクザ（金子）からされるがままに暴行を受け、壁にべったりと崩れ落ちたがなお暴行を受けた。クリスマス・ケーキも滅茶苦茶になった。傷だらけのまま吉井がちんちん電車に乗ると目の前に20歳過ぎの男女のカップルがいて、それが成長した「JAM」の男女の姿である。吉井は公園にたどり着き、ジャングルジムの上に座っていた。公園にはちんちん電車が置かれている。吉井が降雪を見上げ、降雪の夜空とともにビデオは終了する。

## 収録曲
1. バッカ - 4:24
2. シュレッダー(Live) - 6:36
3. バッカ(Live Acoustic Version) - 4:49

### 初回限定盤DVD
1. シュレッダー PV
2. バッカ PV

## 収録アルバム
- Hummingbird in Forest of Space (#1)
- 18 (#1)